# Mishicot (condado de Manitowoc, Wisconsin)
Mishicot es un pueblo ubicado en el condado de Manitowoc en el estado estadounidense de Wisconsin. En el Censo de 2010 tenía una población de 1.289 habitantes y una densidad poblacional de 18,03 personas por km².

## Geografía
Mishicot se encuentra ubicado en las coordenadas 44°15′43″N 87°37′45″O / 44.26194, -87.62917. Según la Oficina del Censo de los Estados Unidos, Mishicot tiene una superficie total de 71.5 km², de la cual 71.16 km² corresponden a tierra firme y (0.46%) 0.33 km² es agua.

## Demografía
Según el censo de 2010, había 1.289 personas residiendo en Mishicot. La densidad de población era de 18,03 hab./km². De los 1.289 habitantes, Mishicot estaba compuesto por el 98.91% blancos, el 0% eran afroamericanos, el 0.08% eran amerindios, el 0% eran asiáticos, el 0% eran isleños del Pacífico, el 0.54% eran de otras razas y el 0.47% pertenecían a dos o más razas. Del total de la población el 1.24% eran hispanos o latinos de cualquier raza.